# Mannen som talar med hundar

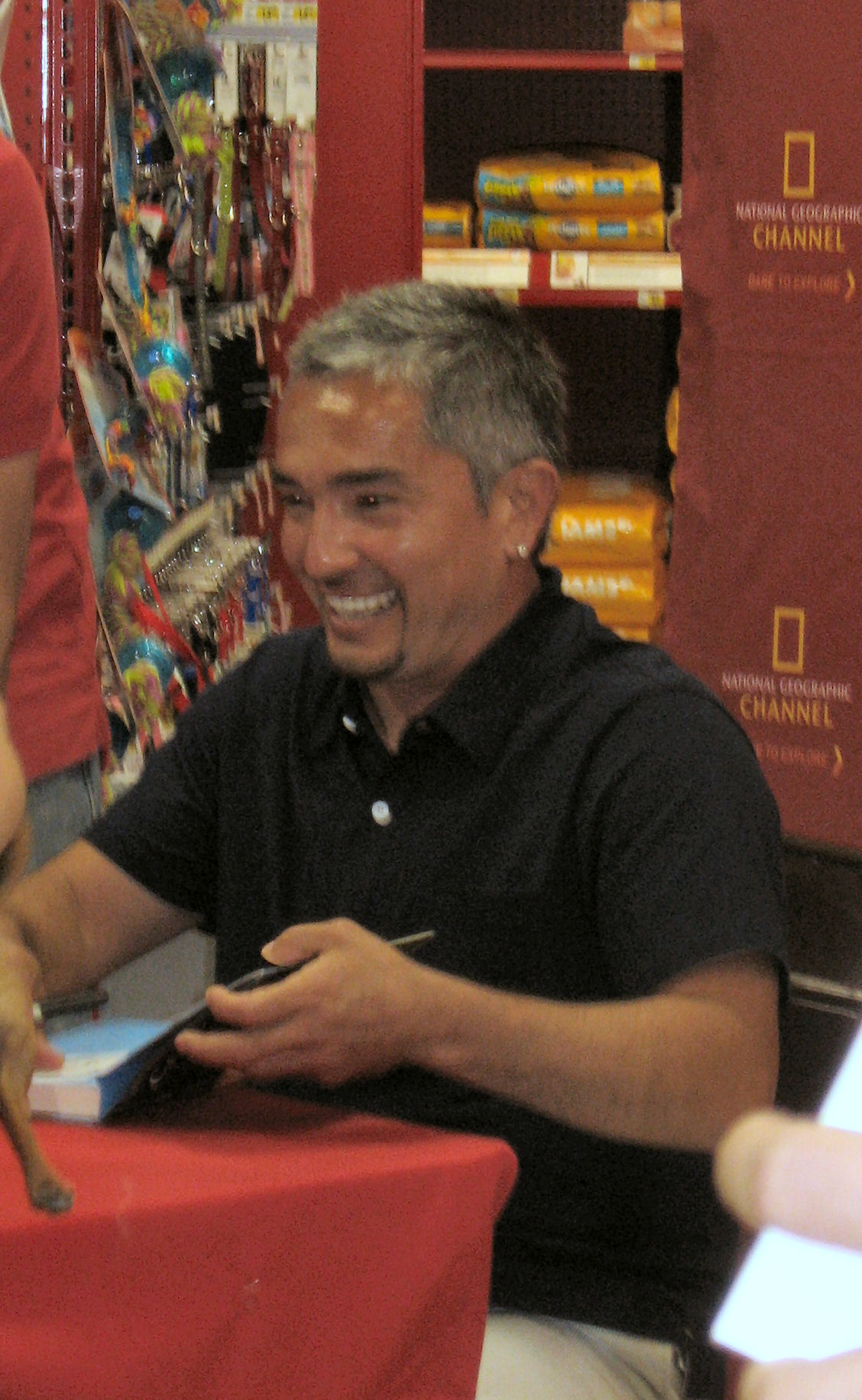
Programmet följer Cesar Millans arbete.

Mannen som talar med hundar (original The Dog Whisperer) är en amerikansk Emmy Award-nominerad TV-serie och hade premiär 13 september 2004. Programmet följer Cesar Millans arbete med hundar med beteendestörningar. Serien är producerad för National Geographic Channel och sänds i Sverige på Sjuan. Millans teorier och metoder har kraftigt kritiserats som inkorrekta, förlegade och farliga samt som djurplågeri, av akademiker, etologer, veterinärer och djurrättsförespråkare.[källa behövs]

## Nomineringar
Mannen som talar med hundar vann Emmy-nomineringar för Outstanding Reality Program under 2006 och 2007.